# Gilbert Lemmens
Gilbert Lemmens (Moerzeke, 29 december 1914 - 16 maart 1989) was een Belgisch senator.

## Levensloop
Hij was beroepshalve fruitteler.
Lemmens werd politiek actief bij de CVP en werd voor deze partij in 1946 gemeenteraadslid van Moerzeke, waar hij vanaf 1947 burgemeester was. Hij bleef burgemeester tot 1976, toen Moerzeke fuseerde met Hamme.
Daarnaast was hij van april tot november 1971 senator voor het arrondissement Dendermonde-Sint-Niklaas ter opvolging van de overleden Albert Smet.